# Juliette Labous
Juliette Labous, née le 4 novembre 1998 à Besançon (Doubs), est une coureuse cycliste professionnelle française.

## Carrière

### Des débuts en BMX
Juliette Labous, est née à Besançon le 4 novembre 1998, mais a grandi dans le village périphérique de Roche-lez-Beaupré. La Bisontine, commence à l'âge de 7 ans par le BMX pour son côté ludique, suivant les pas de son grand frère Quentin, ses premières courses à cet âge-là, ont eu lieu contre les garçons, des duels compliqués qui lui ont musclé son envie de la compétition. Pour trouver du fil à retordre avec des filles, elle a dû concourir au niveau national contre Axelle Étienne du même âge, qui deviendra par la suite médaillée de bronze du championnats du monde élite dix ans plus tard. Juliette plus petite que ses concurrentes directes compensait par un esprit de vraie fonceuse et une volonté de fer. Elle arrête le bi-cross à l'âge de 12 ans, pour se lancer dans le cyclo-cross et les courses sur route dès la deuxième année en catégorie minimes, des disciplines plus à même de correspondre avec ses qualités d'endurance et de rouleuse-grimpeuse. Elle se découvrira plus tard des facilités dans les épreuves solitaires et dans les courses par étapes. Au cours de l'année 2016, elle est double championne de France juniors (course en ligne et contre-la-montre), huitième du championnat du monde de cyclo-cross espoirs  et médaillée de bronze aux championnats d’Europe du contre-la-montre juniors à Plumelec ainsi qu'aux championnats du monde du contre-la-montre juniors à Doha.
Après avoir déjà été approchée par la structure néerlandaise Liv-Plantur en début d'année 2016, elle effectue deux stages avec ses futures-coéquipières quelques mois plus tard en Allemagne et aux Pays-Bas, avant d'intégrer l'équipe en janvier 2017 avec pour objectif d'aller progressivement au plus haut niveau.

### 2017
Le 8 juillet 2017, elle remporte sa première course professionnelle, la 4e étape du Tour de Feminin en République tchèque où elle bat au sprint l'Américaine Tayler Wiles. Douze jours plus tard, elle finit 27e et deuxième française à l'arrivée de la montée mythique du col de l'Izoard durant la 1re étape de La course by Le Tour de France. Vers la fin du mois d'août, elle finit neuvième du Tour de Norvège et entre pour la première fois dans le « Top 10 » d'une course par étapes. Le 19 septembre 2017, aux championnats du monde du contre-la-montre à Bergen en Norvège, elle remplace sa compatriote Séverine Eraud malade et obtient une très belle 15e place, deux places derrière sa leader française Audrey Cordon,.

### 2018

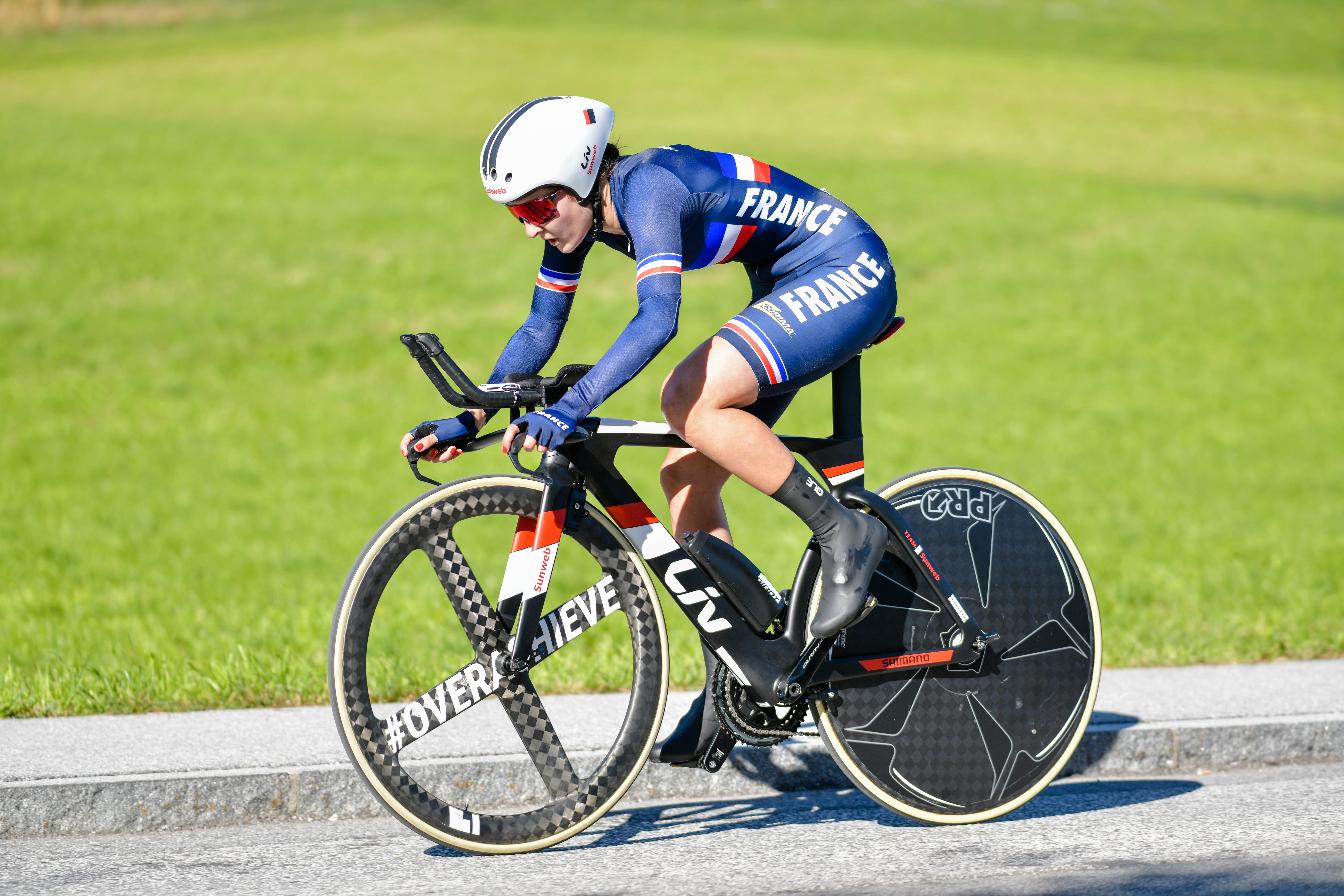
Aux championnats du monde du contre-la-montre 2018

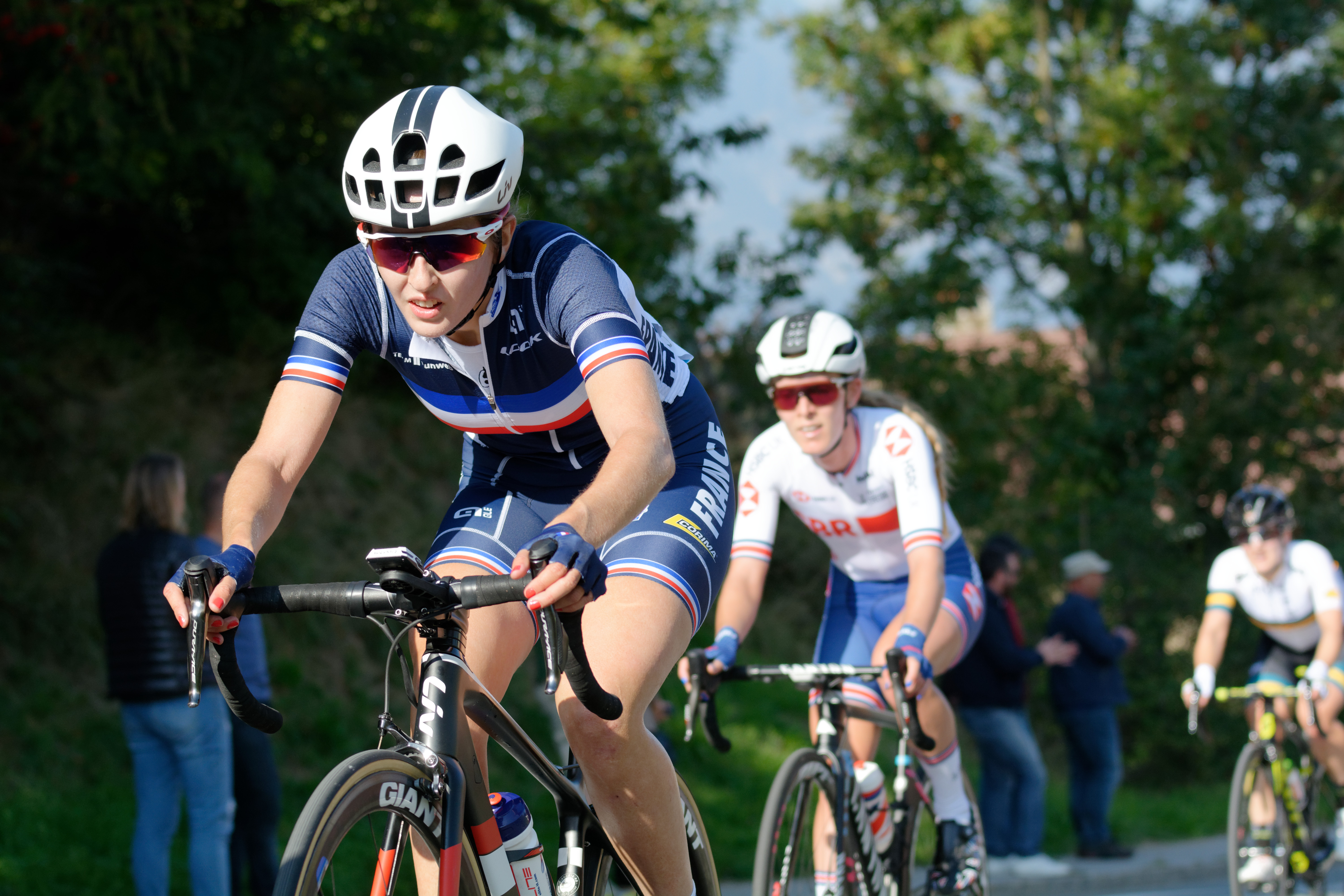
Aux championnats du monde sur route 2018

En début de saison des courses à étapes, Juliette prend la 7e place sur le Tour de Yorkshire et elle confirme quinze jours plus tard en finissant 9e du Tour de Californie, une épreuve de l'UCI World Tour, et deuxième du classement de la meilleure jeune. En juillet, elle participe au Tour d'Italie où elle remporte le contre-la-montre par équipes avec ses coéquipières de Sunweb, elle finit l'épreuve 29e du classement général et 3e du classement Jeunes. Le 25 septembre 2018, aux championnats du monde du contre-la-montre à Innsbruck en Autriche, elle obtient une très belle 13e place et arrive à grappiller deux places de mieux que l'année précédente.

### 2019
Le 14 juillet 2019, elle termine le Tour d'Italie première au classement de la meilleure jeune,, et onzième au classement général (première française). 

### 2020
Sur les championnats d'Europe du contre-la-montre, elle se classe sixième.
Le 21 août 2020, elle est sacrée championne de France du contre-la-montre à Grand-Champ, près de Vannes. Lors de l'ultime étape du Tour d'Italie, Juliette Labous prend l'échappée qui va au bout. Elle est troisième du sprint.
Labous est sélectionnée pour la course en ligne ainsi que le contre-la-montre des championnats du monde 2020. Sur la course en ligne, à quatre-vingt-trois kilomètres de l'arrivée, Alison Jackson attaque avec Grace Brown. Elles sont rapidement rejointes par d'autres coureuses dont Juliette Labous et Susanne Andersen. À deux tours de l'arrivée, dans la côte Mazzolano, Anna van der Breggen imprime un rythme très élevé dans la montée ce qui disloque le peloton. L'échappée est reprise peu après le sommet. 
À Liège-Bastogne-Liège, un groupe de huit favorites, dont Juliette Labous, sort peu avant la côte de la Vecquée. Ce groupe a une minute trente d'écart au pied de la Redoute. Elizabeth Deignan y attaque. Juliette Labous prend la huitième place.

### 2021

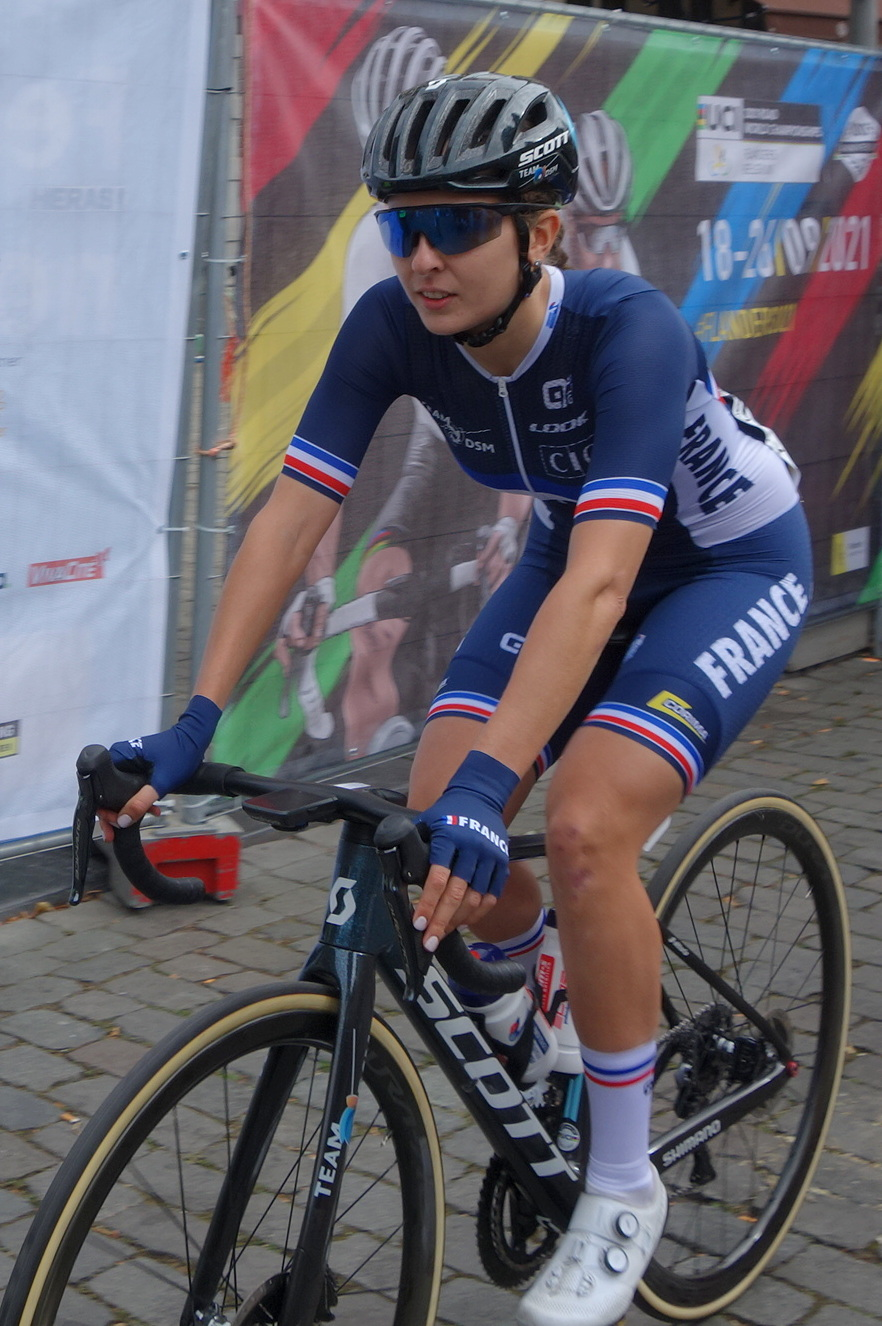
Juliette Labous au départ des championnats du monde 2021

Aux championnats de France, mi-juin, Juliette Labous se classe deuxième du contre-la-montre et quatrième de la course en ligne. En octobre, elle termine 2e du Tour de Grande-Bretagne féminin. Il s'agit de son premier podium en World Tour. 
Elle signe également plusieurs Top 10 lors de cette saison 2021 : 6e de la Flèche wallonne, 6e de la Flèche brabançonne, 6e du championnat du monde de contre-la-montre, 7e du Tour d'Italie, 8e du Tour de Norvège et 9e du contre-la-montre des Jeux olympiques. Unique représentante tricolore dans la course en ligne des JO, elle tente sa chance à 18 km de l'arrivée avant de se faire reprendre par le peloton et de terminer à la 30e place.

### 2022

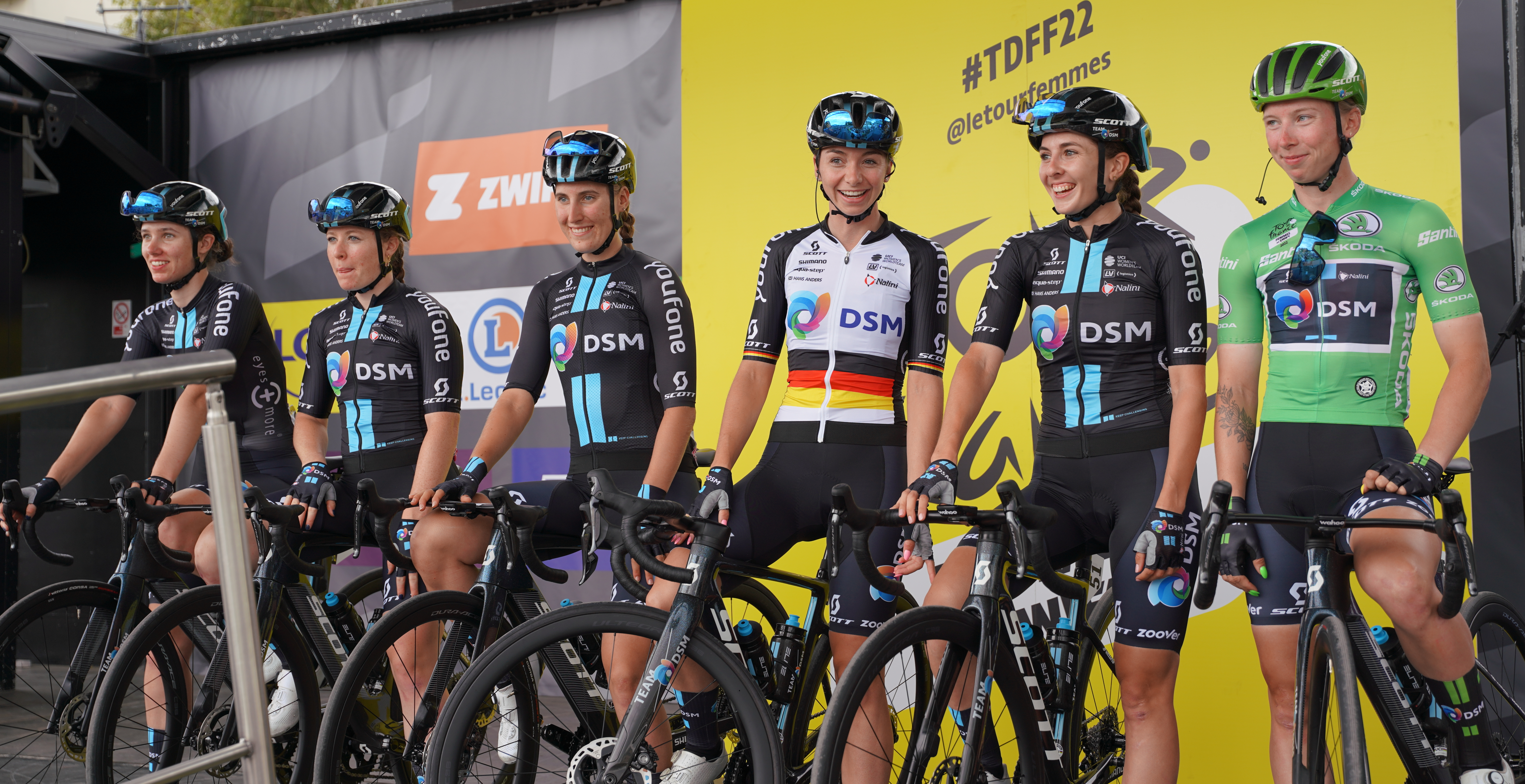
Lors du Tour de France Femmes 2022 (seconde en partant de la droite)

Le  16 janvier 2022, à 23 ans et pour la première fois, Juliette est élue déléguée des coureurs de Bourgogne-France-Comté lors de l'Assemblée générale du comité régional.
En mai, elle est cinquième du Tour du Pays basque, puis remporte sa première victoire sur le World Tour, terminant en tête du Tour de Burgos, épreuve de quatre étapes qu’elle s'adjuge en terminant deuxième de la quatrième et dernière étape. Le mois suivant, elle termine à la deuxième place du championnat de France de contre-la-montre, battue par Audrey Cordon-Ragot de 26 secondes.
En juillet, elle s'impose en solitaire lors de la septième étape du Tour d'Italie au sommet du Passo del Maniva,. Elle est neuvième du classement général.
Le 24 juillet 2022, elle prend le départ du nouveau Tour de France Femmes, elle termine quatrième de l'épreuve et première Française.
Elle est active au Grand Prix de Plouay et finit neuvième. Aux championnats du monde, elle prend la onzième place du contre-la-montre. Elle est ensuite septième de la course en ligne.

### 2023

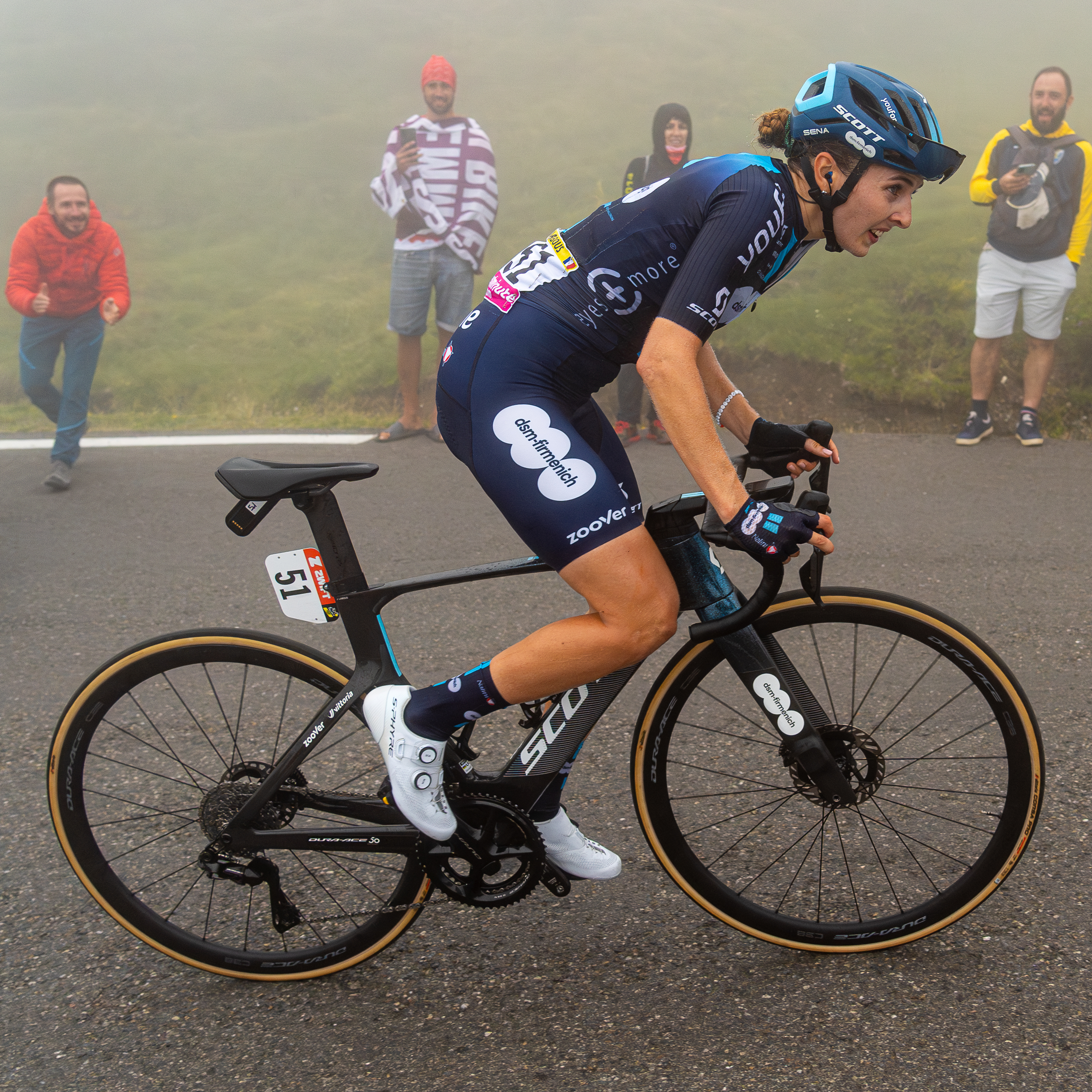
Juliette Labous dans le Tourmalet

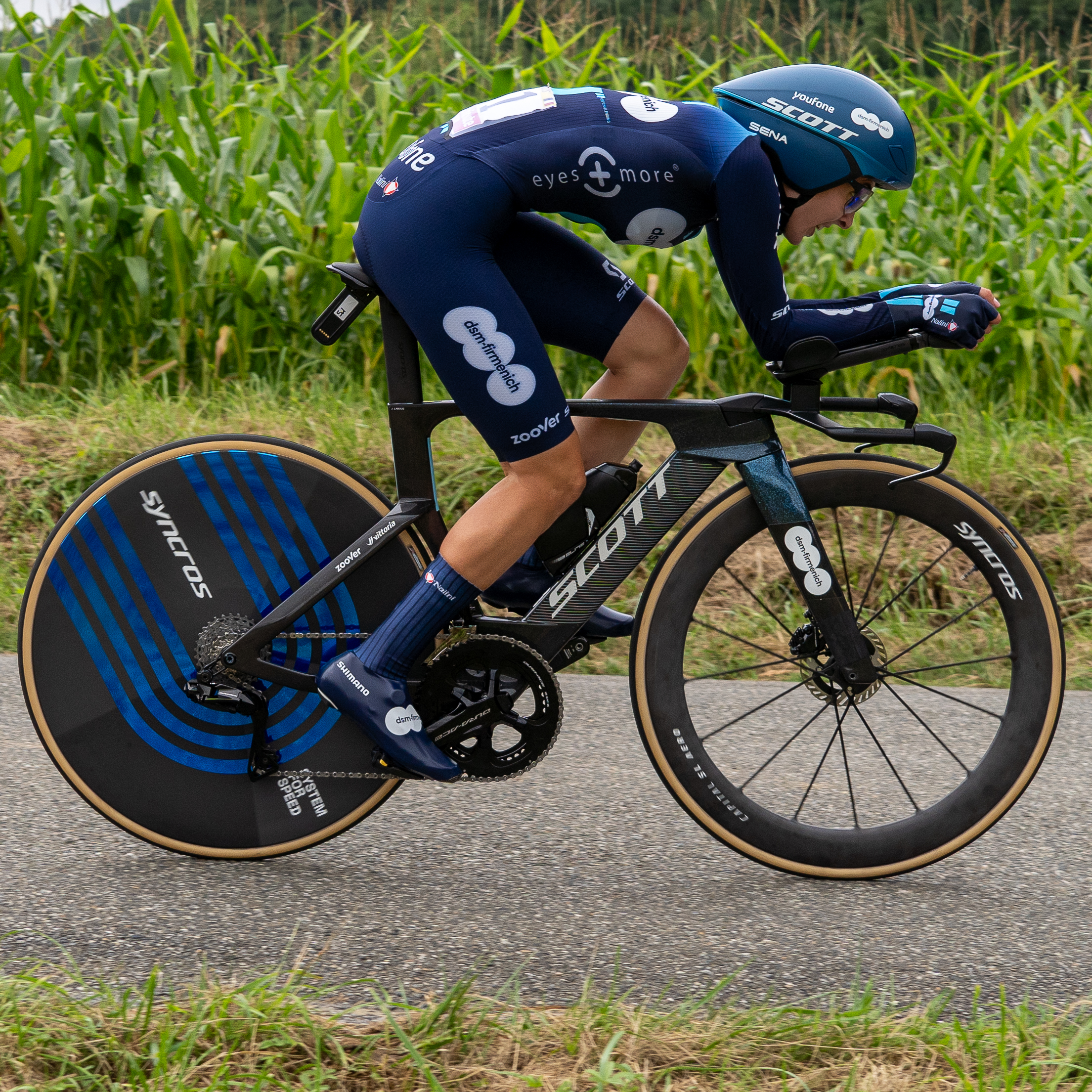
Juliette Labous durant le contre-la-montre final du Tour de France

Au Tour des Flandres, Juliette Labous fait partie du groupe des favorites et prend la sixième place. Elle prend la septième place du Tour d'Espagne.
Juliette Labous termine deuxième du Tour d'Italie féminin 2023 derrière Annemiek van Vleuten. C’est son premier podium au classement général d'un grand tour et la deuxième fois qu'une Française termine sur le podium du Giro. Au Tour de France, dans la septième étape vers le Tourmalet, Juliette Labous se classe cinquième après avoir multiplié les attaques dans ses pentes. Elle est ensuite sixième du contre-la-montre final. Elle est cinquième du classement général final. 
Membre de l'équipe de France présente aux championnats du monde de cyclisme sur route, elle s'adjuge la médaille d'argent du contre-la-montre par équipes en relais mixte avec ses équipiers d'un jour : Bruno Armirail, Rémi Cavagna, Bryan Coquard, Audrey Cordon-Ragot et Cédrine Kerbaol. Sur le contre-la-montre, Juliette Labous se classe cinquième. Elle cinquième du Grand Prix de Plouay. Elle est quatrième du Tour de Romandie, avant de conclure sa saison par une troisième place au Tour d'Émilie, en haut du sanctuaire de San Luca.

### 2024

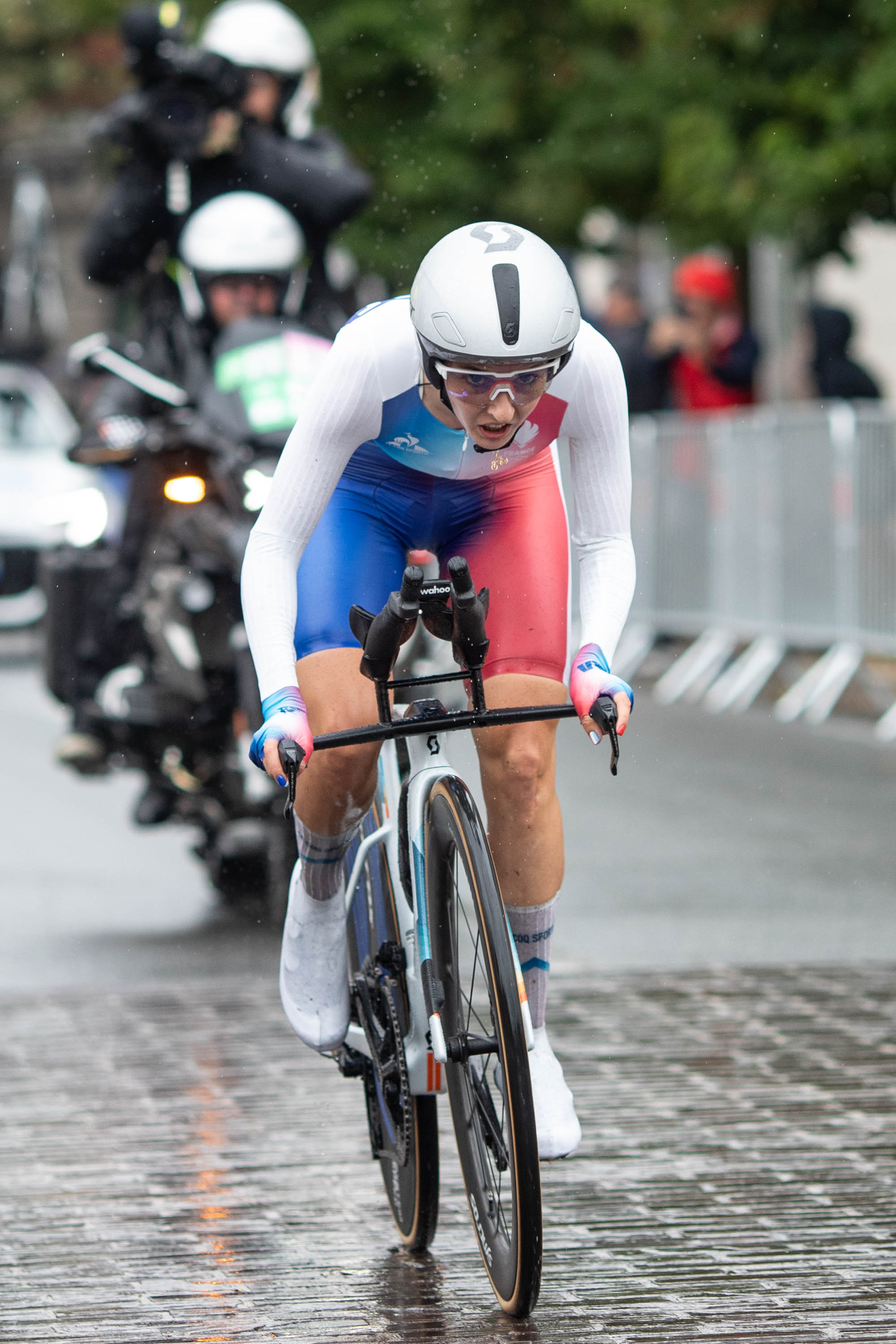
Juliette Labous à l'épreuve de contre la montre individuelle aux JO de Paris en 2024.

Elle est septième de la Flèche wallonne. Elle est quatrième du Tour d'Espagne après avoir été régulière lors des différentes étapes,. Elle est ensuite troisième du Tour du Pays basque, après avoir lutté contre Demi Vollering dans la dernière étape,.
Elle est cinquième du Tour de Suisse, en ayant tout tenté sur la dernière étape,,. Elle devient ensuite championne de France.
Au Tour d'Italie, se montre régulière, mais est néanmoins distancée sur les pentes du Blockhaus. Elle termine cinquième.
Aux Jeux olympiques, sur le contre-la-montre, elle prend la quatrième place. Elle termine la saison avec une sixième place au Tour de Romandie.

## Palmarès sur route

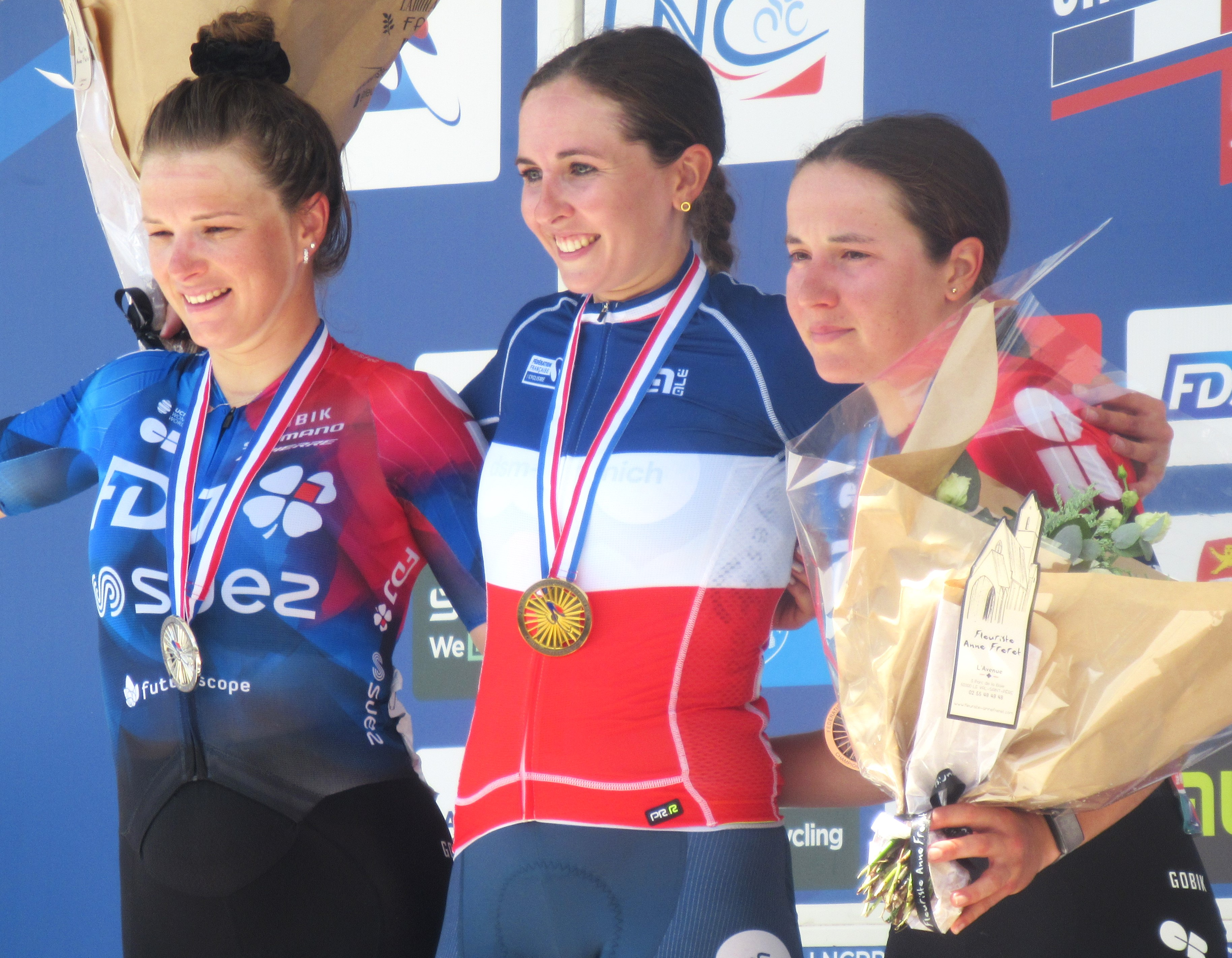
Juliette Labous sur le podium après son titre de championne de France sur route en 2024.

### Par années
| - 2014 - Championne de France sur route cadettes - Coupe de France cadettes - 2015 - Championne de France du contre-la-montre juniors - 2e du Trofeo Da Moreno (Trofeo Alfredo Binda-Comune di Cittiglio juniors) - 4e du championnat d’Europe sur route juniors - 5e du championnat du monde du contre-la-montre juniors - 5e du championnat d’Europe du contre-la-montre juniors - 2016 - Championne de France sur route juniors - Championne de France du contre-la-montre juniors - Coupe de France juniors - Albstadt-Frauen-Etappenrennen (coupe des Nations juniors) - 2e du Grand Prix de Chambéry (cdf) - 3e du Tour de Haute Saintonge (cdf) - Médaillée de bronze du championnat du monde du contre-la-montre juniors - Médaillée de bronze du championnat d’Europe du contre-la-montre juniors - 2017 - 4e étape du Tour de Feminin - 2e du championnat de France du contre-la-montre espoirs - 2e du Prix des communes de Nogent-l'Abbesse (cdf) - 6e du championnat d'Europe sur route espoirs - 10e du championnat d’Europe du contre-la-montre espoirs - 2018 - Championne de France du contre-la-montre espoirs - 1re étape du Tour d'Italie (contre-la-montre par équipes) - 2e du championnat de France du contre-la-montre - 2e du championnat de France sur route espoirs - 2019 - 3e du Tour de Bretagne - 3e du contre-la-montre par équipes de l'Open de Suède Vårgårda - Médaillée d'argent du contre-la-montre des Jeux mondiaux militaires - Médaillée de bronze de la course en ligne par équipes des Jeux mondiaux militaires - 2020 - Championne de France du contre-la-montre - Championne de France du contre-la-montre espoirs - 6e du championnat d'Europe du contre-la-montre - 8e de Liège-Bastogne-Liège - 2021 - 2e du championnat de France du contre-la-montre - 2e du Women's Tour - 6e de la Flèche wallonne - 6e du championnat du monde du contre-la-montre - 7e du Tour d'Italie - 8e du Tour de Norvège - 9e du contre la montre des Jeux olympiques | - 2022 - Tour de Burgos - 7e étape du Tour d'Italie - 2e du championnat de France du contre-la-montre - 4e du Tour de France - 5e du Tour du Pays basque - 6e du championnat d'Europe du contre-la-montre - 7e du championnat du monde sur route - 8e du Ceratizit Challenge by La Vuelta - 9e du Tour d'Italie - 9e de la Classic Lorient Agglomération - Trophée Ceratizit - 9e du Tour de Romandie - 2023 - Championne d'Europe du contre-la-montre en relais mixte - Médaillée d'argent du championnat du monde du contre-la-montre par équipes en relais mixte - 2e du Tour d'Italie - 3e du Tour d'Émilie - 4e du Tour de Romandie - 5e du championnat du monde du contre-la-montre - 5e du Tour de France - 5e de la Classic Lorient Agglomération - 6e du Tour des Flandres - 7e de la Vuelta Femenina - 9e du championnat d'Europe sur route - 2024 - Championne de France sur route - 3e du Tour du Pays basque - 3e du Tour d'Émilie - 4e de la Vuelta Femenina - 4e du contre-la-montre des Jeux olympiques - 5e du Tour d'Italie - 5e du Tour de Suisse - 6e du Tour de Romandie - 7e de la Flèche wallonne - 8e de Liège-Bastogne-Liège - 9e du Tour de France - 9e du championnat du monde du contre-la-montre - 2025 - 2e du championnat de France du contre-la-montre - 4e des Strade Bianche - 4e de l'Amstel Gold Race - 5e du Tour d'Espagne - 5e du Tour de Burgos - 7e de la Flèche wallonne - 7e du Tour de France - 7e du Tour de Romandie - 8e de Milan-San Remo |

### Classements mondiaux
| Année                                 | 2017 | 2018 | 2019 | 2020 | 2021 | 2022 | 2023 | 2024 |
| ------------------------------------- | ---- | ---- | ---- | ---- | ---- | ---- | ---- | ---- |
| Classement UCI                        | 102e | 116e | 117e | 38e  | 23e  | 12e  | 11e  | 8e   |
| UCI World Tour                        | 75e  | 77e  | 65e  | 35e  | 18e  | 12e  | 9e   | 8e   |
|                                       |      |      |      |      |      |      |      |      |
| Légende : nc = non classéSource : UCI |      |      |      |      |      |      |      |      |

### Résultats sur les grands tours

#### Tour d'Italie
8 participations :
- 2018 : 29e
- 2019 : 11e et  meilleure jeune
- 2020 : 23e
- 2021 : 7e
- 2022 : 9e et vainqueure de la 7e étape
- 2023 : 2e
- 2024 : 5e
- 2025 : 29e

#### Tour de France
4 participations :
- 2022 : 4e
- 2023 : 5e
- 2024 : 9e
- 2025 : 7e

#### Tour d'Espagne
3 participations :
- 2023 : 7e
- 2024 : 4e
- 2025 : 5e

## Palmarès en cyclo-cross
- 2012-2013
  - 3e du championnat de France cadettes
- 2013-2014
  - Challenge national cadettes
  - 2e du championnat de France cadettes
- 2014-2015
  -  Championne de France juniors
  - 2e de la coupe de France
- 2015-2016
  - Dagmersellen
  - 2e du championnat de France juniors
  - 8e du championnat du monde espoirs
- 2016-2017
  - 2e du championnat de France de cyclo-cross

## Vie privée
Elle partage sa vie avec le coureur cycliste Clément Berthet,.